# Chanel solitaire
Pour les articles homonymes, voir Coco Chanel (homonymie) et Chanel.
Pour plus de détails, voir Fiche technique et Distribution.
Chanel solitaire (Titre original : Coco Chanel) est un film franco-américano-britannique réalisé par George Kaczender, sorti en 1981.

## Synopsis
Les souvenirs après la mort de sa mère hantent Coco Chanel. Malgré son jeune âge, elle et sa sœur sont placées dans une institution religieuse. Leur père promet de venir les chercher mais il se fait attendre. De longues années passent et à la sortie de la pension Coco Chanel arrive chez sa tante. Sa nièce devient une amie proche et lui apprend la couture. Un jeune homme riche, Étienne, va s'intéresser à Coco Chanel et la parrainer dans le monde des affaires. Elle connaîtra l'amour au contact de Boy Capel, qui tombe amoureux d'elle avant de la quitter pour ensuite revenir et mourir d'un accident d'automobile. À la suite de cette tragédie, Coco Chanel ne vivra que pour son œuvre.

## Fiche technique
- Titre : Chanel solitaire
- Titre original : Coco Chanel
- Réalisateur : George Kaczender
- Scénario : Julian More, d'après le roman de Claude Delay
- Dialogues français : Christian Lara
- Photographie : Ricardo Aronovitch
- Montage : Georges Klotz
- Musique : Jean Musy
- Chanson interprétée par Mireille Mathieu
- Décors : Philippe Turlure
- Costumes : Rosine Delamare
- Casting : Margot Capelier
- Producteur : Eric Rochat
- Société de production : Larry G. Spangler Production
- Société de distribution : United Film Distribution Company (UFDC) (États-Unis)
- Pays de production :  France |  Royaume-Uni |  États-Unis
- Langue : Anglais
- Format : Couleurs — 35 mm — 1,85:1 — Son : Mono
- Genre : drame, biographique
- Durée : 118 minutes
- Dates de sortie : 
  - France : 12 octobre 1983
  - États-Unis : 16 octobre 1981

## Distribution
- Marie-France Pisier : Gabrielle "Coco" Chanel
- Timothy Dalton : Boy Capel
- Rutger Hauer : Étienne Balsan
- Brigitte Fossey : Adrienne
- Karen Black: Emilienne d'Alençon
- Leila Fréchet : Coco Chanel, jeune
- Philippe Nicaud : le père de Gabrielle
- Alexandra Stewart : Nathalie
- Catherine Allégret : l'amie de Gabrielle
- Hélène Vallier : tante Louise
- Jean-Marie Proslier : Poiret
- Humbert Balsan : Robert
- Catherine Alcover : une lady
- Albert Augier : le majordome
- Corine Blue : une jeune femme
- Lyne Chardonnet : la jeune religieuse
- Isabelle Duby : la petite amie de Léon
- David Gabison : le prêtre
- Philippe Mareuil : le superviseur
- Nicole Maurey : la grande dame
- Jean-Gabriel Nordmann : le secrétaire de Boy Capel
- Lionel Rocheman : le tailleur
- Violetta Sanchez : Blandine
- Jean Valmont : le gros monsieur
- Louise Vincent : la matrone
- Sylvia Zerbib : la jeune bonne
- Yves Brainville
- Marie-Hélène Dasté
- Virginie Ogouz
- Lambert Wilson